# Le Bec-Hellouin
Le Bec-Hellouin ist eine französische Gemeinde mit 378 Einwohnern (Stand 1. Januar 2022) im Département Eure in der Region Normandie.

## Geografie

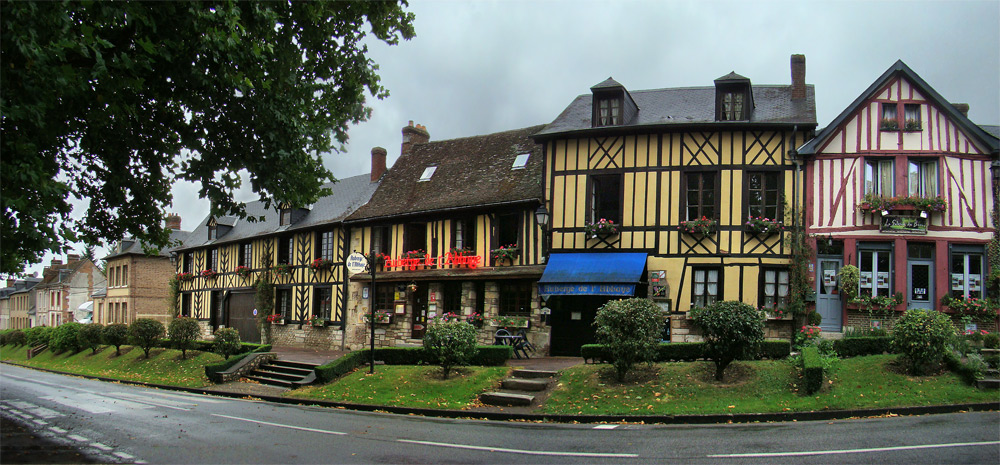
Hauptstraße von Le Bec-Hellouin

Le Bec-Hellouin liegt über dem Tal der Risle am Rand des Roumois, 50 Kilometer südöstlich von Le Havre, 18 Kilometer nordöstlich von Bernay und 4,1 Kilometer nördlich von Brionne. Nachbargemeinden von Le Bec-Hellouin sind Pont-Authou im Nordwesten, Malleville-sur-le-Bec im Osten, Bosrobert im Südosten und Authou im Südwesten. Das Gemeindegebiet umfasst 955 Hektar, die mittlere Höhe beträgt 94 Meter über dem Meeresspiegel, die Mairie steht auf einer Höhe von 59 Metern. Der Bach Le Bec fließt durch die Gemeinde. Die Gegend um Le Bec-Hellouin ist waldreich und hügelig.
Le Bec-Hellouin ist eine der Gemeinden im Département Eure, in denen die Gefahr eines Erdrutschs durch Marnières besteht. Die sogenannten Marnières sind alte Mergelgruben, die sich zum Beispiel nach starkem Regen öffnen können, wenn die Schuttfüllung in die Seitengänge geschwemmt wird. Im ganzen Département Eure gibt es etwa 16000 dieser Mergelgruben.
Davon abgesehen besteht auch die Gefahr von Überschwemmungen durch den Bec. In der Vergangenheit war besonders die Abtei Le Bec davon betroffen.
Le Bec-Hellouin ist einer Klimazone des Typs Cfb (nach Köppen und Geiger) zugeordnet: Warmgemäßigtes Regenklima (C), vollfeucht (f), wärmster Monat unter 22 °C, mindestens vier Monate über 10 °C (b). Es herrscht Seeklima mit gemäßigtem Sommer.

## Geschichte

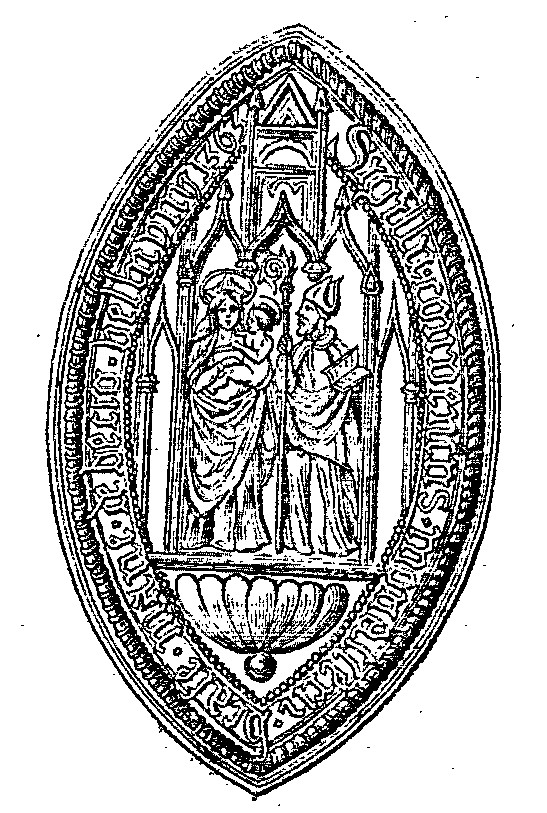
Siegel der Abtei Le Bec, es zeigt Maria mit dem Kinde und Herluin

Herluin war ein Ritter am Hofe von Brionne und wurde später Benediktiner. Er gründete 1039 eine Abtei in Le Bec-Hellouin. Das Dorf wurde nach ihm benannt, Hellouin ist die umgangssprachliche Form von Herluin. Im Dorf selbst wurde 1039 eine Kirche erbaut, die Saint-André geweiht ist. Die Kirche brannte im Jahre 1264 ab. Sie wurde wiederaufgebaut und im Jahre 1417 während des Hundertjährigen Krieges beschädigt. Ortschaft und Abtei wurden durch englische Truppen geplündert. In den Hugenottenkriegen wurden sie 1563 durch protestantische Truppen eingenommen.
Während der Französischen Revolution (1789–1799) wurde die Abtei geschlossen. Die Mönche fingen 1791 an, die Abtei zu verlassen und viele Statuen wurden von der Abtei in die Kirche Saint-André gebracht. 1792 folgte die Grabstätte von Herluin, die erst 1959 wieder zurück in die Abtei gebracht wurde. Zwischen 1792 und 1794 wurden Glocken und wertvolle Dekorationsstücke aus der Dorfkirche entfernt und in zwei Kutschen nach Bernay gebracht. 1793 erhielt Le Bec-Hellouin (als Le Bec) den Status einer Gemeinde. Gottesdienste wurden während der Französischen Revolution verboten, was 1795 zu einem Aufstand von 150 ansässigen Frauen führte. 1801 erhielt die Gemeinde (mit der heutigen Namensschreibweise) das Recht auf kommunale Selbstverwaltung.
Im Jahre 1828 wurde der Weiler Saint-Martin-du-Parc eingemeindet, er hatte 1821 104 Einwohner. Saint-Martin-du-Parc besaß eine Kirche, die Saint-Martin geweiht war.
Im Zweiten Weltkrieg (1939–1945) wurde Le Bec-Hellouin am 14. Juni und am 13. August 1944 während der Operation Overlord durch die Alliierte Luftwaffe bombardiert. Die Fenster der Kirche Saint-André wurden dabei zerstört. 1959 wurden neue Fenster eingesetzt. Die Benediktinermönche kamen 1948 auf Bitten der Politiker Édouard Herriot und Pierre Mendès France zurück.
| Jahr      | 1793 | 1806 | 1831 | 1856 | 1866 | 1896 | 1921 | 1946 | 1962 | 1968 | 1982 | 1999 | 2016 |
| --------- | ---- | ---- | ---- | ---- | ---- | ---- | ---- | ---- | ---- | ---- | ---- | ---- | ---- |
| Einwohner | 710  | 546  | 745  | 580  | 727  | 563  | 438  | 338  | 465  | 566  | 470  | 406  | 404  |

Am meisten Einwohner, genannt Bexiens, hatte die Ortschaft 1831 (745), am wenigsten 1946 (338).

## Kultur und Sehenswürdigkeiten
Le Bec-Hellouin gehört zu den schönsten Dörfern Frankreichs. Es liegt in einer Landschaft voller Bocage (knickartiger Erdwälle) und Apfelbäume. Seine Fachwerkhäuser und beblümten Balkone sind typisch normannisch.

### Bauwerke

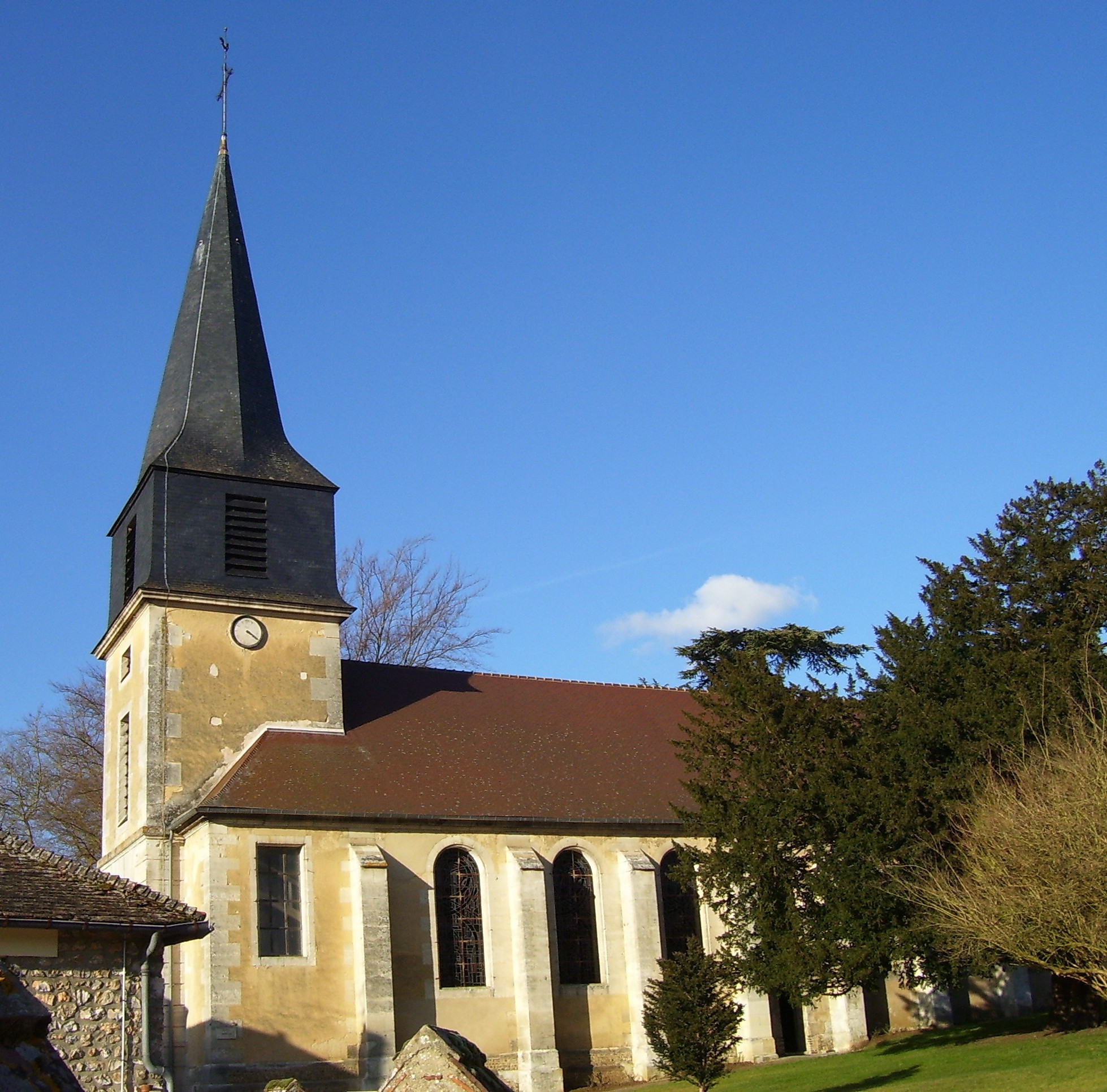
Kirche Saint-André

Die Abtei Le Bec ist Teil der Gemeinde. Sie ist als Monument historique (historisches Denkmal) klassifiziert. Der Eingang der Abtei ist außerdem als site classé (Kulturdenkmal) eingestuft.
Der Chor der heutigen Kirche Saint-André stammt aus dem 16. Jahrhundert, Kirchenschiff und Glockenturm wurden 1781 erneuert. Die Einrichtung der Kirche stammt aus dem 13. bis 17. Jahrhundert. Mehrere Statuen sind als Monument historique eingestuft. Eine steinerne Statue aus dem 16. Jahrhundert gilt heute als Statue des Heiligen Anselm von Canterbury, ursprünglich stellte sie einen heiligen Bischof dar. Eine bemalte Statue aus Terrakotta aus dem 17. Jahrhundert stellt den Erzengel Michael dar. Außer den Statuen werden heute noch verschiedene Reliefs ausgestellt, die Fragmente einer Grabstätte und zwei Hochreliefs aus dem 15. Jahrhundert. Sie sind wie die Statuen denkmalgeschützt. Das Kirchturmuhrwerk weist die Besonderheit auf, nicht zu läuten, sondern zu schnarren, womit Le Bec Hellouin über die wohl einzige schnarrende Kirchturmuhr der Welt verfügt.

## Wirtschaft und Infrastruktur
Im 19. Jh. gab es drei Getreidemühlen und eine Blanchisserie (Wäscherei, Bleiche und Heißmangel) in Le Bec-Hellouin. Gegen Ende des 19. Jahrhunderts wurde ein Bahnhof errichtet, der von der ehemaligen Bahnlinie Évreux–Honfleur angefahren wurde. Die Linie wurde 1970 geschlossen und auf einer Länge von 40 Kilometern in einen Radfahr- und Wanderweg umgewandelt.
Ein bedeutender Erwerbszweig in Le Bec-Hellouin ist der Tourismus. Es gibt mehrere Restaurants, ein Hotel und einen Campingplatz. Ein großer Teil der Bexiens arbeitet im Dienstleistungssektor (Handel, Transport etc.) und in der Landwirtschaft, vor allem in der Rinderzucht. Die Mönche stellen Kerzen und Dekorationsobjekte her, die im Kloster verkauft werden.
Auf dem Gemeindegebiet gelten kontrollierte Herkunftsbezeichnungen (AOC) für Camembert (Camembert de Normandie), Calvados und Pommeau (Pommeau de Normandie) sowie geschützte geographische Angaben (IGP) für Schweinefleisch (Porc de Normandie), Geflügel (Volailles de Normandie) und Cidre (Cidre de Normandie und Cidre normand).

## Persönlichkeiten, die vor Ort gewirkt haben

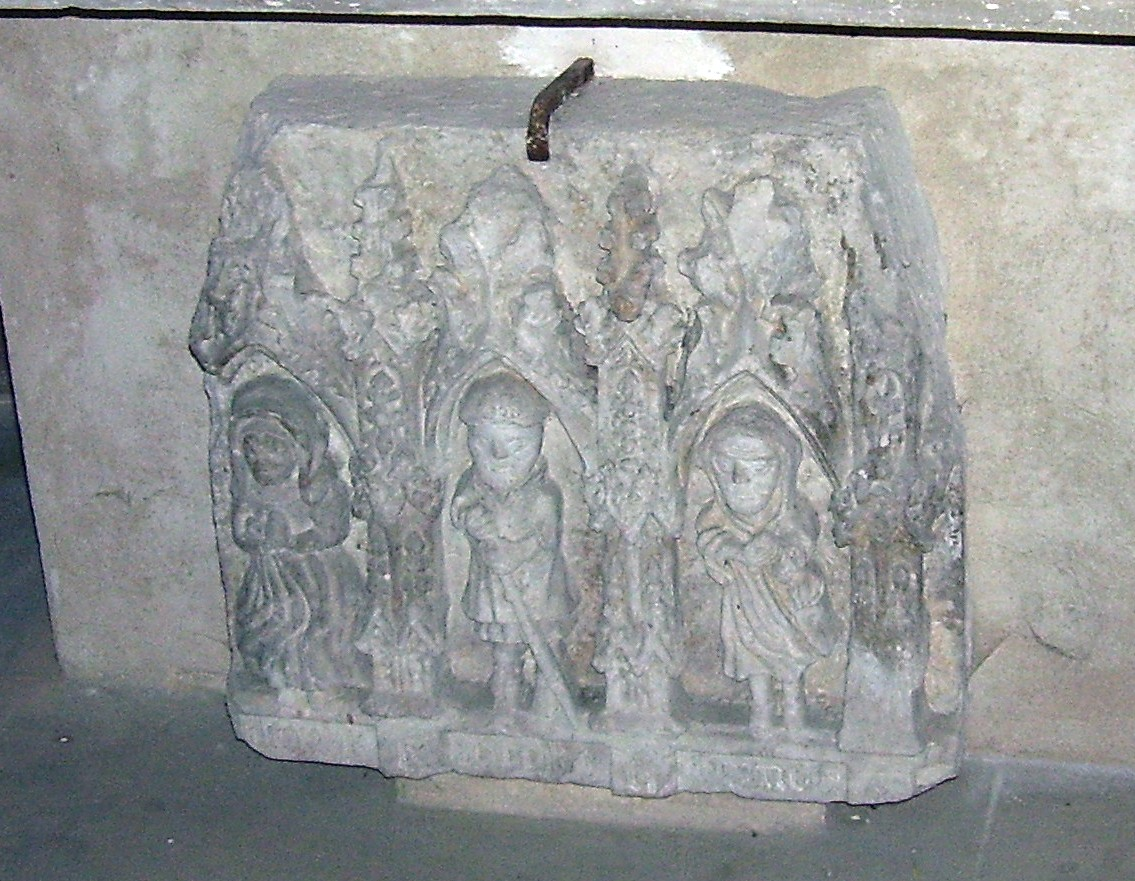
Fragment eines Grabmals aus dem 15. Jahrhundert

- Lanfrank von Bec (1010–1089) war Prior der Abtei Le Bec und Erzbischof von Canterbury.
- Anselm von Canterbury (1033–1109) war Prior der Abtei Le Bec und Erzbischof von Canterbury.
- Gilbertus Crispinus (1046–1117) war Mönch in der Abtei Le Bec und schrieb die Vita Herluini, eine Chronik über die Abtei, er wurde später Abt von Westminster Abbey.
- Theobald von Bec (1090–1161) war Prior der Abtei Le Bec und Erzbischof von Canterbury.
- Matilda von England (1102–1167) ging auf die Klosterschule der Abtei (1108) und wohnte nach 1148 zeitweise in Le Bec-Hellouin, sie wurde auch nach ihrem Tod in der Abtei beigesetzt. Sie war vor 1148 zeitweise ungekrönte Regentin des Königreichs England.
- Jean du Bec (um 1540–1610) aus dem Haus Crespin war Bischof von Saint-Malo und Schriftsteller
- Paul Grammont (1911–1989) war von 1948 bis 1986 Abt der Abtei Le Bec